# L'Escala (kommun)
L'Escala är en kommun i Spanien.   Den ligger i provinsen Província de Girona och regionen Katalonien, i den östra delen av landet, 600 km öster om huvudstaden Madrid. Antalet invånare är 10 508. Arean är 16,0 kvadratkilometer. L'Escala gränsar till Sant Pere Pescador, Torroella de Montgrí, Bellcaire d'Empordà, Albons, Viladamat, Ventalló och L'Armentera. 
Terrängen i L'Escala är platt.